# 喹喔啉
喹㗁啉（苯并吡嗪）（ quinoxaline，benzopyrazine）是一种杂环化合物，化学式C8H6N2，由一个苯环与一个吡嗪环稠合而成。喹㗁啉也可看做萘环的两个CH被N原子替换，这样的结构称为萘啶，其同分异构体还有喹唑啉，酞嗪，噌啉等。

## 名称
氮杂环化合物喹㗁啉中的“㗁（𫫇）”（-oxa(l)-）表示改变喹啉结构使之具有N=C-C=N这样类似“草酸一样的甘醇醛”（glyoxal，乙二醛的英文俗称，源自草酸 oxalic acid和甘醇 glycol）O=C-C=O的结构，由于拉丁文词根“草”的尾音“L”被“喹啉”的“啉”吞掉而将“喹草啉”误植成“喹㗁啉”。尽管这一望文生义的讹译假𫫇之名，其并不属于化学意义上的𫫇。

## 合成
喹㗁啉及其衍生物可由邻苯二胺与1,2-二羰基化合物缩合而成。对于不同衍生物的合成，1,2-二酮可由α-酮酸，α-氯代酮，α-醛醇或α-酮醇代替。一项研究中使用2-碘酰基苯甲酸（IBX）做催化剂，由二苯基乙二酮和邻苯二胺合成2,3-二苯基喹㗁啉：

## 应用
喹㗁啉环结构见于染料，医药和抗生素。有喹㗁啉衍生物有关抗肿瘤特性和作为喹㗁啉催化剂的配体方面的研究。